# Pseudepicorsia
Pseudepicorsia is een geslacht van vlinders uit de familie van de grasmotten (Crambidae), uit de onderfamilie van de Pyraustinae. De wetenschappelijke naam van dit geslacht is voor het eerst voorgesteld door Eugene Gordon Munroe in een publicatie uit 1964.

## Soorten
- Pseudepicorsia boliviensis Munroe, 1964
- Pseudepicorsia flavidensalis (Warren, 1889)
- Pseudepicorsia septentrionis Munroe, 1964
- Pseudepicorsia trispinalis (Amsel, 1956)